# Cicciolina e Moana "Mondiali"
Cicciolina e Moana "Mondiali" è un film pornografico del 1990, diretto da Mario Bianchi (accreditato come Jim Reynolds) e Riccardo Schicchi (non accreditato), con protagoniste Ilona Staller e Moana Pozzi. La regia è accreditata con lo pseudonimo Jim Reynolds (storpiato Rejnolds sui manifesti). La pellicola è stata distribuita in DVD con il titolo Mundial Sex - Cicciolina e Moana ai Mondiali.
Ilona Staller e Moana Pozzi interpretano loro stesse. Presenti anche imitazioni di Maradona (interpretato da un esilarante Ron Jeremy con tanto di attillatissima maglietta dell'Argentina), Jürgen Klinsmann, Ruud Gullit, Aldo Biscardi, Maria Teresa Ruta e Luca Cordero di Montezemolo. Inframezzati alle scene di sesso, sono stati inseriti nel film spezzoni di partite risalenti ai precedenti Campionati del Mondo del 1986.

## Trama
Ilona Staller, in arte Cicciolina, e Moana Pozzi aiutano la nazionale di calcio italiana nel 1990 a vincere il campionato del mondo "esaurendo" a furia di sfiancanti prestazioni sessuali i "malcapitati" avversari. Loro "vittime" sono prima il centravanti della Germania Kataklinsman, di cui si occupa la sola Moana introdottasi nell'hotel del ritiro della squadra tedesca, e poi, in coppia, l'asso argentino Maradona. Le deludenti prestazioni in campo dei giocatori suddetti conducono all'eliminazione delle loro nazionali dal torneo.
Cicciolina si reca infine da Gullit per un'intervista molto "particolare" prima dell'attesa finale tra Italia e Olanda, ma gli sforzi della sola Ilona non bastano a fiaccare la prestanza atletica del fuoriclasse arancione e l'Italia è sotto di 2 gol alla fine del primo tempo della partita. Richiamate all'opera in gran fretta, Moana e Cicciolina si recano negli spogliatoi durante l'intervallo e sfiniscono definitivamente il giocatore prima del rientro in campo: grazie ai loro sforzi congiunti la nazionale italiana rimonta lo svantaggio e vince la Coppa del Mondo, cui seguiranno festeggiamenti all'insegna del sesso più sfrenato.